# Zostera angustifolia
Zostera angustifolia là một loài thực vật có hoa trong họ Zosteraceae. Loài này được (Hornem.) Rchb. miêu tả khoa học đầu tiên năm 1845.